# Khránoi
Khránoi (Chranoi) är en ort i Grekland.   Den ligger i prefekturen Messenien och regionen Peloponnesos, i den södra delen av landet, 200 km sydväst om huvudstaden Aten. Khránoi ligger 73 meter över havet och antalet invånare är 278.
Terrängen runt Khránoi är huvudsakligen kuperad, men söderut är den platt. Havet är nära Khránoi österut.  Närmaste större samhälle är Messíni, 18,1 km norr om Khránoi. 